# Lisa Dahlkvist
Pour les articles homonymes, voir Dahlkvist.
Lisa Dahlkvist, née le 6 février 1987 à Stockholm, est une joueuse suédoise de football évoluant au poste de milieu de terrain. Ancienne internationale suédoise, elle compte plus de 130 sélections avec son pays.

## Biographie
Lisa Dahlkvist est la fille de l'ancien international suédois Sven Dahlkvist.
En club, Lisa Dahlkvist joue en Suède au KIF Örebro en 2005. Elle évolue ensuite à l'Umeå IK de 2006 à 2009 ; elle y remporte le championnat national en 2006, 2007 et 2008 et atteint la finale de la Coupe féminine de l'UEFA en 2007 et en 2008. Elle s'engage en 2010 au Kopparbergs/Göteborg FC.
Elle joue au PSG entre 2015 et 2016.
Dahlkvist participe avec la sélection suédoise à la Coupe du monde féminine de football 2011. Elle marque le but victorieux lors du deuxième match de groupe contre la Corée du Sud, ainsi qu'un penalty lors du dernier match de groupe contre les États-Unis. Elle joue ses derniers matchs avec la Suède en 2017, lors de l'Euro aux Pays-Bas.
Après sa carrière comme joueuse professionnelle, elle devient policière.

## Palmarès

### Club
Umeå IK
- Championnat de Suède (3): 2006, 2007, 2008
- Coupe de Suède (1): 2007
- Supercoupe de Suède (2): 2007, 2008

Kopparbergs/Göteborg FC
- Coupe de Suède (1): 2011

Tyresö FF
- Championnat de Suède (1): 2012

### International
- Suède
- FIFA Coupe du monde féminine
  - 2011 : Troisième place